# Blepharita matillana
Blepharita matillana är en fjärilsart som beskrevs av Rudolf Pinker och Bacallado 1975. Blepharita matillana ingår i släktet Blepharita och familjen nattflyn. Inga underarter finns listade i Catalogue of Life.